# صاریغ دم‌قلم‌مویی معمولی
صاریغ دم‌قلمویی معمولی (نام علمی: Trichosurus vulpecula) نام یک گونه از سرده صاریغ‌های دم‌قلمویی است.